# Arslan
Arslan ist als Variante von Aslan ein türkischer männlicher Vorname und Familienname mit der Bedeutung „der Löwe“, der mit derselben Bedeutung auch im Mongolischen auftritt.

## Namensträger

### Osmanische Zeit
- Arslan Mehmed-paša (1745–1812), osmanischer Militär und Politiker

### Vorname
- Arslan Ekşi (* 1985), türkischer Volleyballspieler
- Uğur Arslan Kuru (* 1989), türkischer Fußballspieler
- Arslan Satubaldin (* 1984), turkmenischer Fußballtorwart

### Familienname
- Adil Arslan (* 1962), türkischer Musiker
- Ahmet Arslan (Politiker), türkischer Politiker (AKP)
- Ahmet Arslan (Leichtathlet) (* 1986), türkischer Bergläufer
- Ahmet Arslan (Fußballspieler) (* 1994), deutscher Fußballspieler
- Ali Arslan (* 1947), türkisch-deutscher Schriftsteller und Lehrer
- Alp Arslan (1029–1075), Sultan der Seldschuken
- Alparslan Arslan (1977–2023), türkischer Rechtsanwalt und Attentäter
- Amir Adil Arslan (1880–1954), syrischer Politiker
- Antonia Arslan (* 1938), italienisch-armenische Schriftstellerin
- Arda Arslan (* 1995), türkischer Fußballspieler
- Atakan Arslan (* 1995), türkischer Fußballspieler
- Aybüke Arslan (* 1994), türkische Fußballspielerin
- Beate Böhlendorf-Arslan, deutsche Byzantinische Archäologin
- Berkin Arslan (* 1992), türkischer Fußballspieler
- Bülent Arslan (* 1975), deutscher Politiker (CDU)
- Buse Arslan (* 1992), türkische Schauspielerin
- Cem Arslan (1977–2021), deutscher Filmregisseur, Drehbuchautor und Produzent
- Cihat Arslan (* 1970), türkischer Fußballspieler und -trainer
- Duygu Arslan (* 1991), österreichische Schauspielerin
- Emir Emin Arslan (auch: Amír Amín Arslan; 1868–1943), osmanischer Politiker, Diplomat, Schriftsteller und Verleger
- Ensar Arslan (* 2001), deutsch-türkischer Fußballspieler
- Erhan Arslan (* 1956), türkischer Fußballspieler und -trainer
- Ermanno A. Arslan (* 1940), italienischer Numismatiker
- Ertuğrul Arslan (* 1980), türkischer Fußballspieler
- Fırat Arslan (* 1970), deutscher Boxer
- Gökhan Arslan (* 1976), türkischer Kickboxer
- Gülcan Arslan (* 1986), türkische Schauspielerin
- Güzide Arslan (* 1992), türkische Schauspielerin
- Hakan Arslan (Fußballspieler, 1988) (* 1988), türkischer Fußballspieler
- Hakan Arslan (Fußballspieler, 1989) (* 1989), türkischer Fußballspieler
- Hamit Arslan (* 1894), türkischer Fußballspieler und osmanischer Offizier
- Hasan Arslan (* 1973), türkischer Politiker (AKP)
- İbrahim Koray Arslan (* 1986), türkischer Fußballspieler
- İhsan Arslan (* 1948), türkischer Politiker
- Işık Kaan Arslan (* 2001), türkischer Fußballspieler
- Kamber Arslan (* 1980), türkischer Fußballspieler
- Koray Arslan (* 1983), türkischer Fußballspieler
- Korkmaz Arslan (* 1983), deutsch-türkischer Schauspieler
- Madschid Arslan (1908–1983), libanesischer Nationalheld und Politiker
- Michele Arslan (1904–1988), italienischer Hals-Nasen-Ohren-Arzt
- Murat Arslan (* 1974), türkischer Richter
- Namosh E. Arslan (* 1981), deutscher Musiker, Sänger, Performance-Künstler, Schauspieler und DJ
- Nurettin Arslan, türkischer Klassischer Archäologe
- Ömer Arslan (* 1993), türkischer Fußballspieler
- Sibel Arslan (* 1980), türkisch-schweizerische Juristin und Politikerin (BastA)
- Talal Arslan (* 1965), libanesischer Prinz und Politiker
- Tamer Arslan (* 1986), deutscher Schauspieler
- Thomas Arslan (* 1962), deutsch-türkischer Filmregisseur und Drehbuchautor
- Tolgay Arslan (* 1990), deutsch-türkischer Fußballspieler
- Ufuk Arslan (* 1987), türkischer Fußballspieler
- Ulvi Arslan (* 1950), deutscher Bauingenieur der Geotechnik; Professor an der TU Darmstadt
- Ümit Yasin Arslan (* 1993), türkischer Fußballspieler
- Volkan Arslan (* 1978), türkischer Fußballspieler
- Wart Arslan (1899–1968), italienischer Kunsthistoriker
- Yasin Arslan (* 1978), türkischer Gewichtheber
- Yasin Görkem Arslan (* 1988), türkischer Fußballspieler
- Yerwant Arslan (1865–1948), italienischer Hals-Nasen-Ohren-Arzt
- Yılmaz Arslan (* 1968), deutscher Filmschaffender
- Yüksel Arslan (1933–2017), türkisch-französischer Künstler
- Yusuf Yalçın Arslan (* 1998), türkischer Fußballspieler
- Zeki Arslan (* 1949), deutscher Künstler
- Zeliha Arslan (* 1975), österreichische Politikerin (Grüne)

### Herrschername
- Kılıç Arslan I. (1079–1107), seldschukischer Sultan von Rum
- Kılıç Arslan II. († 1192), seldschukischer Sultan von Rum
- Kılıç Arslan III. († nach 1205), seldschukischer Sultan von Rum
- Kılıç Arslan IV. († um 1265), seldschukischer Sultan von Rum
- Kılıç Arslan V. († 1318), seldschukischer Prinz von Rum
- Arslan Schah I. (Kerman), Seldschukenherrscher von Kerman 1101 bis 1142
- Arslan Schah (Ghaznawiden) (auch Malik Arslan), Sultan in Ghazna 1116 bis 1117
- Arslan Schah (Hamadan) (auch nur Arslan), Seldschukensultan von Westpersien 1161 bis 1176
- Arslan Schah II. (Kerman), Seldschukenherrscher von Kerman zwischen 1170 und 1177
- Arslan Schah I. (Zengiden), Herrscher von Mosul und Aleppo 1193 bis 1211
- Arslan Schah II. (Zengiden), Herrscher von Mosul und Aleppo 1218 bis 1219